# Добровольческий корпус СС «Шальбург»
Добровольческий корпус СС «Шальбург» (нем. SS-Schalburgkorps, дат. Schalburgkorpset) — датский добровольческий корпус, служащие которого воевали на стороне нацистской Германии в ходе Второй мировой войны. Назван в честь известного коллаборациониста Христиана фон Шальбурга.

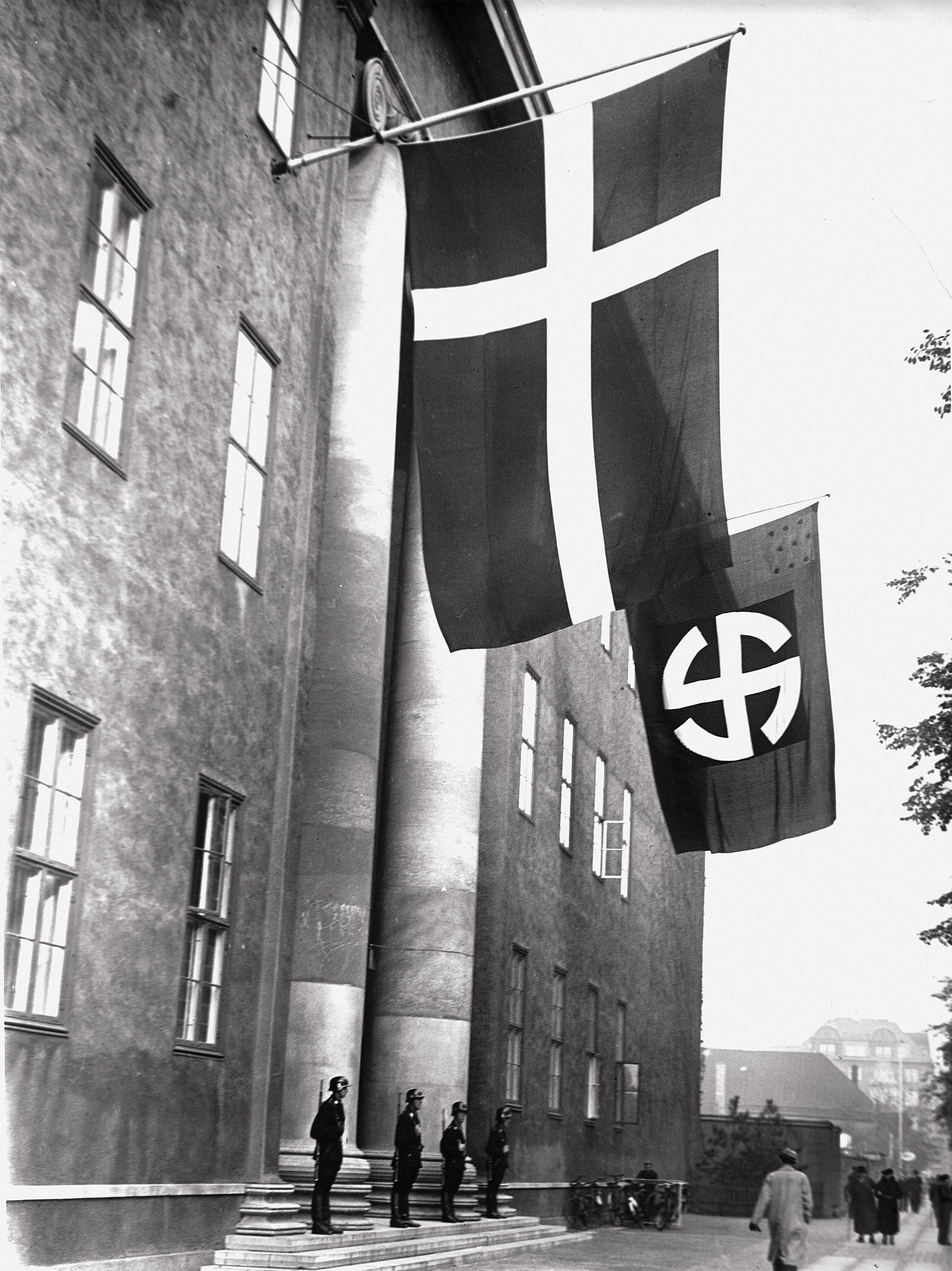
Флаг корпуса СС «Шальбург» и флаг Дании на здании Датского ордена масонов

## История
Христиан Фредерик фон Шальбург возглавлял Датский добровольческий корпус, сражавшийся на Восточном фронте. Фон Шальбург был убит во время Демьянской операции, подорвавшись на мине, а весь корпус почти полностью был разгромлен. Выжившие члены корпуса смогли создать новое подразделение СС.
Датские войска СС были сформированы 2 февраля 1943, а их основное соединение 30 марта получило имя «Шальбург». Те, у кого не было опыта службы на Восточном фронте, проходили шестинедельные курсы военной и политической подготовки. С момента формирования корпус был разделён на две части: одна состояла из регулярных солдат, а вторая группа «Датская народная оборона» — из гражданских лиц (от них ожидалась, по крайней мере от некоторых, финансовая поддержка корпуса). Члены групп охраняли дороги и боролись с попытками диверсий на них.
В июле 1944 года корпус получил имя Тренировочный батальон СС «Шальбург», а через полгода и вовсе стал Охранным батальоном СС «Зеландия». 28 февраля 1945 корпус официально был распущен, поскольку был уже не в состоянии бороться с датским Движением Сопротивления. После войны все его выжившие члены предстали перед судом по обвинению в государственной измене и были по приговору суда расстреляны.

## Форма
Форма корпуса почти ничем не отличалась от формы служащих СС, однако из уникальных черт униформы выделялись такие, как нарукавная лента с надписью «Schalburg», изображение «мёртвой головы» как символа одноимённой танковой дивизии СС, а также свастика с закруглёнными концами как на нашивке 5-й дивизии СС «Викинг» (она вставлялась вместо свастики на гербе нацистской Германии, присутствовавшего на форме датчан).

## Звания
| Звание в корпусе СС «Шальбург» | Аналогичное звание в других частях СС |
| ------------------------------ | ------------------------------------- |
| Schalburgmand                  | Манн СС                               |
| Tropsfører                     | Штурманн СС                           |
| Overtropsfører                 | Роттенфюрер СС                        |
| Vagtmester                     | Унтершарфюрер СС                      |
| Overvagtmester                 | Обершарфюрер СС                       |
| Stabsvagtmester                | Гауптшарфюрер СС                      |
| Fendrik                        | Штурмшарфюрер СС                      |
| Løjtnant                       | Унтерштурмфюрер СС                    |
| Overløjtnant                   | Оберштурмфюрер СС                     |
| Kaptajn                        | Гауптштурмфюрер СС                    |
| Major                          | Штурмбанфюрер СС                      |
| Oberstløjtnant                 | Оберштурмбанфюрер СС                  |
| Oberst                         | Штандартенфюрер СС                    |